# 트랙매니아

트랙매니아(TrackMania)는 Nadeo가 개발하고 파이어브랜드 게임스가 개발한, 윈도우, 플레이스테이션 4, 엑스박스 원, 닌텐도 DS용 레이싱 게임 시리즈이다. 게임 플레이를 위해 차와 트랙을 선택하는 일반적인 트렌드에서 벗어나, 플레이어는 1984년 게임 익사이트바이크, 1985년 게임 레이싱 디스트럭션 세트, 1990년 게임 스턴츠처럼 "빌딩 블록" 프로세스 사용하여 자신만의 트랙을 만들 수 있다.
트랙매니아 게임들은 보통 타임 트라이얼 포맷을 갖추고 있다.
| 게임                       | 메타크리틱 |
| -------------------------- | ---------- |
| TrackMania                 | 74/100     |
| TrackMania Sunrise         | 82/100     |
| TrackMania United          | 80/100     |
| TrackMania United Forever  | ?/100      |
| TrackMania Nations Forever | 87/100     |
| TrackMania DS              | 75/100     |
| TrackMania Build to Race   | 74/100     |
| TrackMania Turbo (DS)      | 77/100     |
| TrackMania2 Canyon         | 81/100     |
| TrackMania2 Stadium        | 77/100     |
| TrackMania2 Valley         | 79/100     |
| TrackMania Turbo           | 78/100     |
| TrackMania (2020)          | 75/100     |